# FC 코시체 (2018)
FC 코시체(슬로바키아어: FC Košice)는 슬로바키아의 축구 클럽으로, 코시체를 연고로 하고 있다. 현재 슬로바키아의 최상위 리그인 슬로바키아 수페르리가에 참가하고 있다. 이들은 2018년 FK 코시체-바르카와 새로운 클럽으로 합병하였다. 역사적 · 전통적으로, 1903년 코시체에서 처음 창단된 축구 구단인 카사이 아틀레티카이 클루브를 따르지만, 법 · 제도적 관점으로는 해당 구단과 완전히 다른 구단이다.

## 우승 경력
- 슬로바키아 2부 리그

● 우승 (1): 2022-23 (승격)
- 슬로바키아 3부 리그

● 우승 (1): 2018-19 동부 리그 (승격)

## 선수 명단

### 현역
- 에릭 다비스(2024 ~ )